# Chủ nghĩa phục quốc Do Thái xét lại

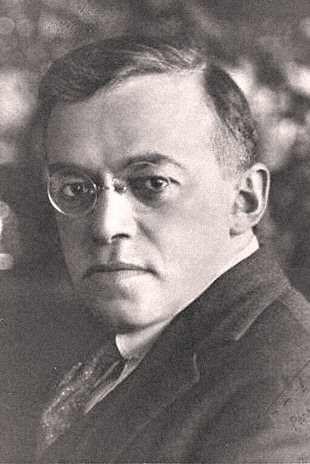
Ze'ev Jabotinsky

Chủ nghĩa phục quốc Do Thái xét lại (tiếng Hebrew: ציונות רוויזיוניסטית) hay Chủ nghĩa Zion xét lại là một phong trào trong Chủ nghĩa phục quốc Do Thái do Ze'ev Jabotinsky khởi xướng. Thế giới quan của chủ nghĩa xét lại này được coi là nhằm thay thế tư tưởng, cách thức hoạt động và đối ngoại "thực dụng" của David Ben-Gurion và Chaim Weizmann.
Việc thể chế hóa như hiện tại diễn ra vào năm 1925 khi Jabotinsky thành lập đảng chính trị Liên minh chủ nghĩa phục quốc Do Thái Hatzohar đại diện cho những người xét lại trong Tổ chức chủ nghĩa phục quốc thế giới (World Zionist Organization - WZO). Mục tiêu chính là thành lập nhà nước Do Thái với quân đội riêng nằm trong Lãnh thổ Ủy trị Palestine hai bên bờ sông Jordan. Năm 1931, WZO không chấp nhận quan điểm của Jabotinsky. Bốn năm sau, những người xét lại đã lập nên Tổ chức chủ nghĩa phục quốc mới (New Zionist Organization - NZO). Tổ chức này đứng riêng khỏi WZO và hướng đến thành lập nhà nước Do Thái độc lập. Lúc đầu, Jabotinsky thấy có cơ hội thành lập nhà nước tại Vương quốc Anh. Nhưng từ cuối thập niên 1930, ngày càng nhiều người xét lại coi Anh là quân xâm lược, những tổ chức bán quân sự ngầm đã tiến hành tấn công vào các lực lượng ủy nhiệm nhằm đuổi ra khỏi lãnh thổ Palestine. Chủ nghĩa xét lại này được dân Do Thái Đông Âu ủng hộ nhiều nhất, đặc biệt là những người sống ở Đệ Nhị Cộng hòa Ba Lan.
Chủ nghĩa phục quốc Do Thái xét lại thành lập được phong trào thanh niên Betar từ năm 1923 cùng các tổ chức ngầm bán quân sự hoạt động ở Palestine như Irgun và Lehi.
Chủ nghĩa xét lại ở Israel được Herut tiếp nối, do Menachem Begin thành lập và lãnh đạo từ năm 1948. Ngày nay, đảng Likud tự nhận là kế thừa những ý tưởng của Jabotinsky.

## Sự trỗi dậy của chủ nghĩa xét lại

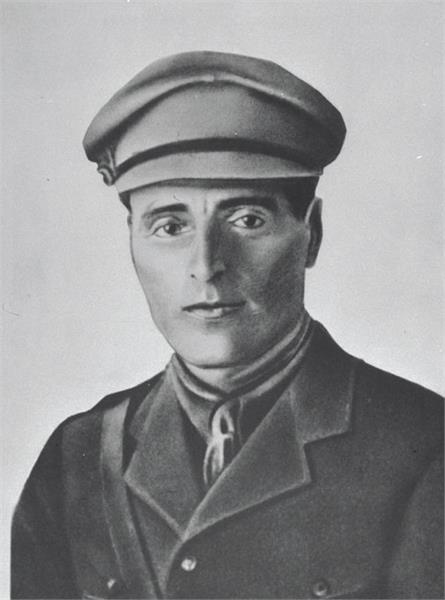
Joseph Trumpeldor

Cho đến đầu thế kỷ 20, Jabotinsky không mấy quan tâm tới các vấn đề của người Do Thái ở châu Âu, cũng không tìm hiểu sâu về truyền thống và tôn giáo Do Thái. Mẹ ông dạy con mình tiếng nói và cố gắng kỷ niệm các ngày lễ của dân Do Thái, nhưng bản thân Jabontinsky lại bị văn học Nga và Ý cuốn hút. Chỉ đến khi xảy ra pogrom người Do Thái trong Đế quốc Nga thập niên 1880, đặc biệt là những năm 1904–1905, Jabotinsky mới bắt đầu quan tâm đến chủ nghĩa phục quốc và chủ nghĩa dân tộc Do Thái. Năm 1903, ông có tư cách đại biểu Đại hội VI Chủ nghĩa phục quốc Do Thái. Ở đó, như sau này ông viết lại rằng đã rất ấn tượng với Theodor Herzl, tác giả cuốn Der Judenstaat (Nhà nước Do Thái). Từ đó, Jabotinsky tham gia vào các hoạt động của phong trào phục quốc Do Thái. Ông phản đối ý tưởng thành lập một nhà nước Do Thái ở Uganda. Ông cho rằng sự hồi sinh của dân Do Thái chỉ có thể diễn ra ở Palestine, và chỉ ở đó họ mới có thể thiết lập nhà nước độc lập của mình. Trong Chiến tranh thế giới thứ nhất, Jabotinsky chiến đấu trong Quân đoàn Do Thái cùng với Joseph Trumpeldor. Sau đó, ông phát triển quan điểm rằng người Do Thái xứng đáng có lực lượng vũ trang riêng. Theo ông, khả năng tự vệ, chủ nghĩa quân phiệt và huấn luyện quân sự là những yếu tố không thể thiếu trong việc hình thành "dân Do Thái mới". Các cuộc bạo động bài Do Thái ngày càng tăng ở châu Âu dẫn ông đến ý tưởng thành lập các tổ chức tự vệ Do Thái. Ông nói thêm rằng không có lực lượng vũ trang Do Thái nào làm xấu đi mối quan hệ Ả Rập-Do Thái ở khu định cư Do Thái ở Palestine Yishuv mà chỉ góp phần bảo vệ các nông trang tập thể kibbutz và hợp tác xã moshav. Ông tin rằng các lực lượng vũ trang là một nhu cầu lịch sử của dân Do Thái. Năm 1936, Josef Schechtman và những người theo chủ nghĩa xét lại khác tin rằng nhờ có Quân đoàn Do Thái mà người Anh đã chiếm được Palestine.
Năm 1920, khi chỉ huy đơn vị Haganah tại Jerusalem, Jabotinsky lần đầu tiên chứng kiến cộng đồng Ả Rập tấn công người Do Thái. Cũng thời gian đó, ông bị bắt và kết án 15 năm tù. Khi cao ủy Palestine đầu tiên Herbert Samuel đến đã tuyên bố ân xá cho Jabotinsky và những người Do Thái khác tham gia bạo động cùng với ông. Một số vấn đề đã chia rẽ Jabotinsky với Ben-Gurion và Weizmann, trong đó có quan điểm về vấn đề tự vệ và lực lượng vũ trang Do Thái.

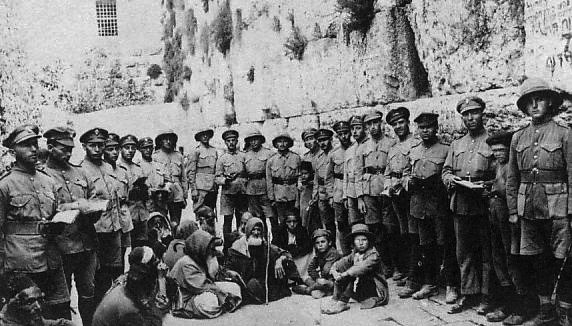
Những người lính trong Quân đoàn Do Thái tại Bức tường Than Khóc năm 1917

Một yếu tố khác phân rẽ Jabotinsky với những người điều hành Chủ nghĩa phục quốc là chính sách đối với Palestine. Jabotinsky cáo buộc Weizmann và Ben-Gurion phục tùng người Anh. Ngoài ra, họ chủ yếu tập trung chọn những người Do Thái tiên phong làm nông tại các kibbutz và moshav. Những người lãnh đạo không quan tâm đến các nhóm không dính đến lao động chân tay. Jabotinsky lại cho rằng trong thời gian nhanh nhất có thể càng nhiều người Do Thái có mặt tại xứ Palestine Ủy trị thì càng tốt. Theo ông, nhà nước Do Thái tương lai sẽ cần những trung tâm đô thị và công nghiệp hóa phát triển cùng với tầng lớp trung lưu. Jabotinsky do dự khi kết hợp Chủ nghĩa phục quốc với các hệ tư tưởng khác sẽ làm lu mờ mục tiêu chính của mình. Đặc biệt, ông rất miễn cưỡng với chủ nghĩa xã hội và lý thuyết đấu tranh giai cấp.
Năm 1921, Jabontinsky trở thành thành viên điều hành Chủ nghĩa phục quốc Do Thái. Sau hai năm, ông từ bỏ để bày tỏ sự phản đối với Weizmann. Nhận thấy chính sách mang tính phục tùng và tối giản buộc ông phải tiến hành đổi mới tinh thần Chủ nghĩa phục quốc và sửa đổi đường lối khi ấy. Jabotinsky tuyên bố người Do Thái và người Anh có lợi ích chung ở Cận Đông, điều này sẽ giúp người Anh dễ dàng tuân thủ Tuyên bố Balfour hơn, trong đó nói rằng chính phủ Anh sẽ điều hành Palestine Ủy trị theo hướng thành lập khu định cư Do Thái. Ông cũng muốn đưa phong trào phục quốc Do Thái thoát khỏi sự tự bế tắc và hoạt động trở nên mạnh mẽ.

## Định đề và hệ tư tưởng xét lại

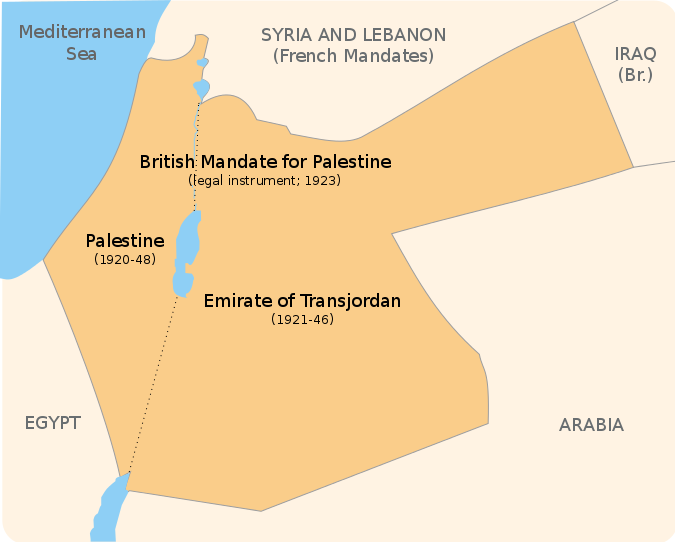
Ý tưởng được công nhận của chủ nghĩa xét là thành lập nhà nước Do Thái nằm trong Lãnh thổ Ủy trị Palestine, trên bờ Tây và Đông sông Jordan

### Các vấn đề về lãnh thổ
Người xét lại được gọi là những kẻ giành tối đa lãnh thổ với quan điểm quốc gia Do Thái độc lập nên bao gồm các khu vực trên cả hai bờ sông Jordan, tức là không chỉ ở Palestine mà còn ở Transjordan. Đây là cách họ hiểu các mục trong Tuyên bố Balfour về việc tạo lập quốc gia cho người Do Thái ở Palestine. Trong thập niên 1920, Jabotinsky viết rằng mục tiêu chính của Chủ nghĩa phục quốc là phải thành lập nhà nước, ưu tiên nhất ở Palestine và thứ đến bên trong đường biên vạch ra hiện tại. Xuất hiện các bài báo liên quan đến chủ nghĩa xét lại biện minh cho ý tưởng này qua lăng kính hấp thụ quan điểm nhập cư, kinh tế và an ninh. Các bài báo cho rằng sự phân chia thành Palestine và Transjordan do con người tạo ra và chỉ mang tính lịch sử. Đây vốn là miền Đất Hứa được Chúa ban cho dân Do Thái, nay khi thuộc quyền người Anh cai trị lại bị các bộ tộc Ả Rập rình rập xung quanh. Đồng thời với đó là lập luận rằng những mảnh đất màu mỡ này có thể giúp người Do Thái định cư và phát triển công nông nghiệp. Những người xét lại chỉ chấp nhận Palestine làm nơi xây dựng nhà nước tương lai mà không để mắt tới bất kỳ đề xuất lãnh thổ thay thế nào khác dù có ý kiến cho rằng có nhiều địa điểm tại Ả Rập phù hợp để sinh sống. Những vấn đề kinh tế châu Âu sau Chiến tranh thế giới thứ nhất khiến những người xét lại coi Palestine có các nguồn lực và cơ hội để phát triển đời sống kinh tế xã hội.
Những người xét lại bác bỏ Sách trắng Churchill (1922), Sách trắng Passfield (1930), Ủy ban Shaw (1930), Ủy ban Hoàng gia về Palestine dưới sự lãnh đạo của Robert Peel (1937) và Sách trắng 1939. Sách trắng Churchill trước đây trao cho người Do Thái quyền có nhà nước riêng, nhưng không được ủy nhiệm hoàn toàn. Sách trắng Passfield giới hạn số lượng người Do Thái được phép đến Palestine và chỉ trích các hoạt động của WZO và Cơ quan Do Thái (Jewish Agency for Israel) là gây nguy hại đến tình hình Palestine. Ủy ban Shaw đã điều tra nguyên nhân bạo loạn năm 1929 và khuyến nghị sửa đổi chính sách bán đất cho Cơ quan Do Thái. Ngược lại, Ủy ban Peel quyết định rằng người Ả Rập và người Do Thái không thể sống chung hòa bình và nên phân chia lãnh thổ để tạo ra hai nhà nước cho hai cộng đồng riêng. Ủy ban đưa ra các điều khoản tạo nên "bức biếm họa hai bờ sông Yarkon". Sách trắng 1939 một lần nữa giới hạn số lượng dân Do Thái nhập cư là 15.000 người mỗi năm. Năm 1938, 21 năm sau Tuyên bố Balfour, những người xét lại kết luận rằng lời hứa của Anh chỉ là nước cờ nhằm có được sự ủng hộ của người Do Thái. Như vậy, tuyên bố hàm ý rằng thay vì một đất nước, dân Do Thái sẽ chỉ được nhận về những "thay thế ưu đãi". Sau khi Sách trắng 1939 được phát hành, tờ Ha-Maszkif đăng một bài báo nói rằng không còn tin được người Anh nữa vì họ đã không giữ lời hứa, biến người Do Thái thành kẻ thù. Cùng với đó, Irgun kích động bạo loạn trong Palestine Ủy trị.

### Thái độ đối với Ả Rập
Nhà báo sử gia Walter Laqueur nói rằng Jabotinsky nhận thức và không xem nhẹ tầm quan trọng vấn đề Ả Rập ở Palestine. Ông nhấn mạnh việc Ả Rập phản đối phong trào Do Thái phục quốc và người Do Thái định cư ở Palestine. Trong các bài viết của mình, thủ lĩnh xét lại bày tỏ quyền bình đẳng giữa người Do Thái và người Ả Rập, nhưng nhấn mạnh rằng khi thành lập nhà nước Do Thái độc lập, người Ả Rập sẽ chỉ là thiểu số trong đó. Những người xét lại coi như vậy là công bằng, việc người Ả Rập có nhiều đất đai sinh sống hơn là bất hợp lý. Tất nhiên người Ả Rập chống lại quan điểm này. Đến lượt đó là lý do tại sao Jabotinsky chống lại những yêu sách của người Ả Rập. Các tác phẩm của Jabotinsky nêu bật quan điểm không thể tồn tại hòa bình giữa người Do Thái và người Ả Rập trong cùng một quốc gia. Chủ nghĩa dân tộc Ả Rập mâu thuẫn với Chủ nghĩa phục quốc Do Thái và không có chỗ cho hai nhà nước ở Palestine. Như chính ông đã viết trong bài Bức tường thép:
| “ | Mọi cư dân bản địa, dù văn minh hay không, đều coi xứ sở mình là quê hương dân tộc, mà mình làm chủ duy nhất, luôn mong muốn giữ được quyền làm chủ ấy; họ sẽ từ chối bất cứ người chủ nào khác, hay chỉ đơn thuần là cộng tác và chia sẻ... ít nhất họ [người Ả Rập] cũng sẽ cảm thấy cùng một tình yêu vị kỷ dành cho Palestine [như chúng ta]. | ” |

Jabotinsky cho rằng thật ngây thơ khi thuyết phục Weizmann hoặc Ben-Gurion rằng có thể ký kết bất kỳ thỏa thuận nào với người Ả Rập. Người Do Thái không thể đánh đổi bất kỳ điều gì cho việc mất Palestine, do đó Chủ nghĩa phục quốc phải dựng nên một bức tường thép để đối thủ không thể phá vỡ. Đằng sau khái niệm này là một loạt các biện pháp ngoại giao và cuối cùng là hoạt động quân sự để bảo vệ cộng đồng Do Thái. Jabotinsky bác bỏ ý tưởng buộc trục xuất người Ả Rập khỏi Palestine nhưng cho rằng người Ả Rập chỉ có thể sống chung khi nằm dưới quyền thống trị của người Do Thái.
Thái độ của những người xét lại đối với cộng đồng Ả Rập càng tồi tệ hơn sau cuộc nổi dậy Ả Rập năm 1936. Chính sách của Anh thập niên 1930 được coi là thân Ả Rập trong vấn đề Palestine, làm họ gia tăng thêm sức mạnh. Các cuộc tấn công của Ả Rập vào kibbutz đã không bị trừng phạt. Những lực lượng Ả Rập được mệnh danh là "khủng bố" và được phép dùng biện pháp hạn chế người Do Thái tiếp cận Palestine. Những người xét lại đã nhìn thấy khả năng Đệ tam Đế chế tận dụng tình hình bạo loạn này. Theo Colin Shindler, vào cuối thập niên 1930, các điệp viên Đức đã tiếp xúc với những nhà hoạt động chính trị và tôn giáo Ả Rập. Về vấn đề Ả Rập, Jabotinsky phê phán và cáo buộc cánh tả Do Thái ngây thơ và bất động trước chủ nghĩa dân tộc Ả Rập. Ông cho rằng chỉ có quyền lực an ninh và kinh tế mới có thể chế ngự được chủ nghĩa dân tộc này. Những người xét lại coi người Ả Rập là một cộng đồng lạc hậu không thể đảm bảo sự phát triển của Palestine như người Do Thái có thể mang lại. Tháng 3 năm 1939, tờ "Trybuna Narodowa" thông tri về mối đe dọa người Do Thái ở khu định cư có thể phải chịu chung số phận với người Assyria tại Iraq do người Ả Rập gây ra. Những người xét lại mô tả cuộc nổi dậy của người Ả Rập như sau:
| “ | Bọn Ả Rập đã biến đất nước thành vạc máu, lửa và cướp bóc. Chúng giết người và đốt phá, chúng không ngừng gây tội ác khủng bố với cộng đồng Do Thái hòa bình. Hơn nữa, bọn Ả Rập không chỉ chủ động tấn công thực tế mà cả chính trị nữa. Dân Do Thái chúng ta bị sát hại, tài sản bị đốt và chúng ta bị khủng bố. Thế mà, dân Do Thái chúng ta lại chỉ bị động phòng ngự trên thực địa và cả trên phương diện chính trị.Nguyên vănOni, Arabowie zamienili kraj w kocioł krwi, ognia i rabunku. Oni są mordercami i podpalaczami, oni organizują nieustający przestępczy teror w stosunku do pokojowej ludności żydowskiej. A przytem – oni Arabowie, są nietylko fizycznie, lecz i politycznie w ofenzywie. Nas Żydów morduje się, podpala się nasze mienie i teroryzuje się nas. A przytem – jesteśmy my Żydzi nietylko fizycznie, lecz i politycznie w defenzywie. | ” |

Báo chí xét lại như tờ "Jerozolima Wyzwolona" coi cộng đồng Ả Rập chính là áp chế mà Anh đặt lên người Do Thái. Ả Rập thúc giục các nhà chức trách Anh công nhận Tuyên bố Balfour đã được hoàn thành và coi cộng đồng Do Thái chỉ là một dân tộc thiểu số ở Palestine.

### Sử dụng bạo lực và đấu tranh vũ trang
Jabotinsky ủng hộ việc thành lập lực lượng vũ trang Do Thái là nhân tố chính bảo vệ các khu định cư Yishuv. Ngoài ra, ông lập luận rằng cũng nên áp dụng việc huấn luyện quân sự rộng rãi cho người Do Thái phổ biến như thắp nến vào ngày Sabát vậy. Từ cuối Chiến tranh thế giới thứ nhất, Jabotinsky đã mặc nhiên khôi phục lại Quân đoàn Do Thái do chính ông đồng sáng lập thời chiến. Quân đoàn sau đó được điều đến Palestine nhưng không giữ vai trò quan trọng trong các hoạt động quân sự. Tuy vậy, đội quân này mang tính biểu tượng cao. Chaim Weizmann nhấn mạnh thái độ không thích hợp của vị lãnh tụ xét lại khi muốn thành lập lực lượng vũ trang Do Thái. Jabotinsky trông chờ nhiều vào huấn luyện và kỷ luật quân đội. Ông cho rằng những việc đó sẽ giúp thay đổi thái độ và bản sắc Do Thái đã bị mất khi tha hương. Ông tin rằng nếu có thể dấy lên ý chí bảo vệ tổ quốc và dân tộc thì cũng đáng để tự hào về chủ nghĩa quân phiệt. Ông bác bỏ quan điểm cho rằng các lực lượng vũ trang Do Thái sẽ khiêu khích người Ả Rập ở Palestine, trong khi đội quân Do Thái được tổ chức và huấn luyện một cách đông đảo sẽ thu được nhiều ích lợi.

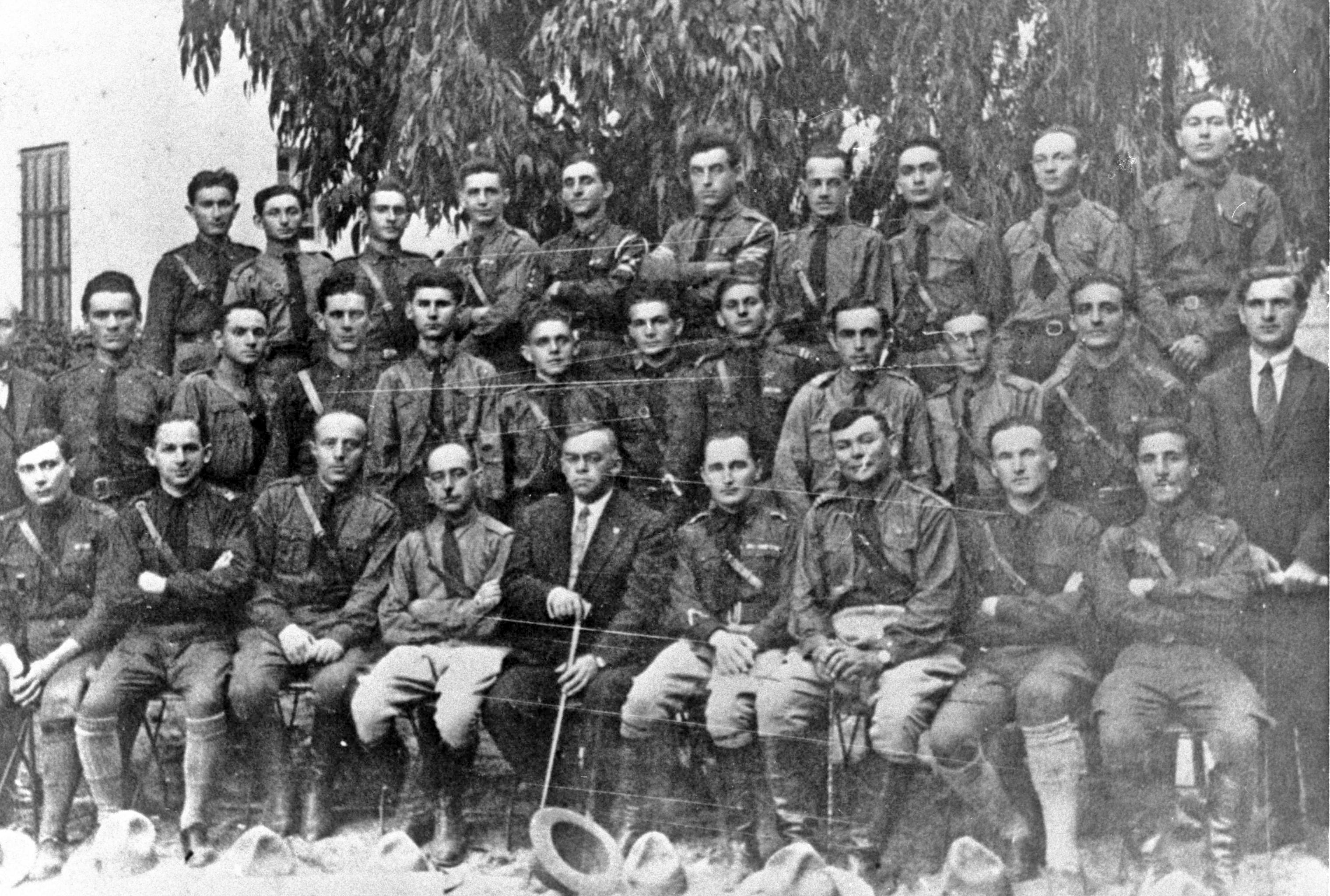
Jabotinsky với các sĩ quan Betar ở Tel Aviv

Các cuộc bạo động Ả Rập năm 1929 khiến nội bộ những người phục quốc phải đưa ra thảo luận về việc Do Thái tự vệ. Những người ủng hộ xét lại ở Haganah tin rằng nên chủ động tiến công, chứ không phải chờ đến khi người Ả Rập đánh vào các kibbutz. Năm 1931, nảy sinh chia rẽ trong Haganah. Haganah B ra đời và đổi tên thành Irgun Tsvai Leumi. Ban đầu Irgun chỉ có ít thành viên và vũ khí. Phải đến vụ ám sát Haim Arlosoroff năm 1933 mới dẫn đến phân cực chính trị ở Yishuv giúp cho Irgun thay đổi cấu trúc và tuyển mộ thêm thành viên. Thập niên 1930, những người xét lại bắt đầu buôn lậu vũ khí vào Palestine. Nguồn cung lớn đến từ Ba Lan. Tiền chi trả lấy từ quỹ riêng và vũ khí thường được đóng chuyển qua hành lý. Henryk Strasman chịu trách nhiệm đàm phán về vũ khí đạn dược tại Ba Lan. Quân đội Ba Lan bán súng trường, tiểu liên và trung liên cho Palestine. Betar cũng được huấn luyện tiền quân sự ở Ba Lan. Thành viên Betar tham gia các trại huấn luyện do quân đội Ba Lan tổ chức. Ý thức kỷ luật được đặt ra, tổ chức các trại hè chuẩn bị sẵn sàng để đi đến Palestine. Joseph Trumpeldor trở thành biểu tượng, tấm gương hy sinh và không ngừng tranh đấu. Thanh niên Do Thái học theo để biết cách đánh lại kẻ thù và gạt bỏ đi những khuyết điểm của người tha hương. Trumpeldor được miêu tả là hiện thân của "chân lý đạo đức", "quy tắc đạo đức quốc gia", biểu tượng coi hy sinh là vinh dự, từ đó đứng lên chiến đấu để đẩy lùi nhục nhã, khuất phục và sợ hãi.

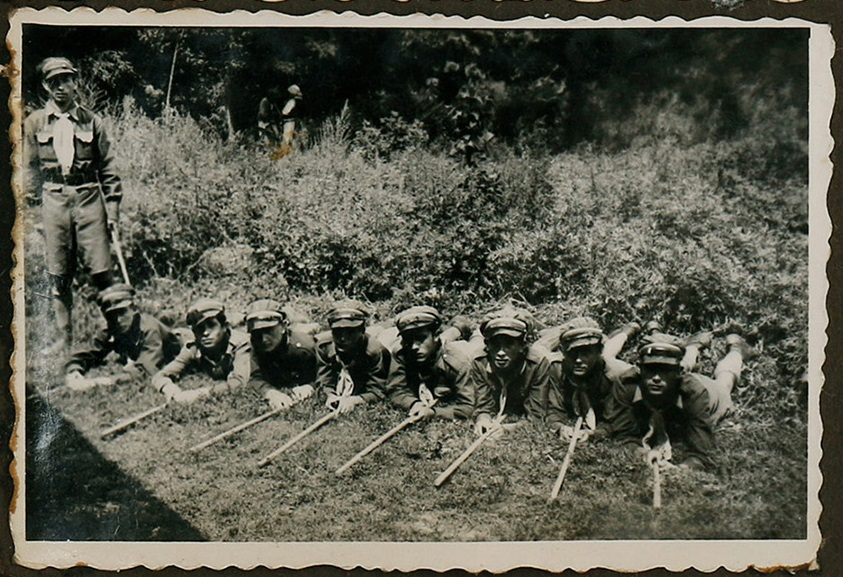
Thành viên Betar được huấn luyện

Cuộc nổi dậy Ả Rập năm 1936 dấy lên những tranh luận tiếp theo về việc người Do Thái có nên sử dùng bạo lực ở Palestine. Haganah quyết định rằng chỉ nên dừng lại phòng thủ, và hoạt động vũ trang chỉ ở mức tự trấn áp hay còn gọi là hawlaga. Như vậy phải tránh hình thức tấn công nào gọi là đáp trả tiêu cực, không được phép tấn công trả đũa là chính sách chính thức của Yishuv tại Palestine. Cách này nhằm tránh xảy ra xung đột phi lý giữa người Ả Rập và người Do Thái, và người Anh cũng không sử dụng vũ lực với các bên tham chiến. Haganah muốn thể hiện sự khác biệt khi mình chỉ giữ vị trí bảo vệ kibbutz chứ không đi trả thù như Shlomo Ben-Yosef. Những người xét lại đối lập với quan điểm của chính quyền Yishuv. Khi ấy, Irgun đã là một lực lượng chính trị và quân sự quan trọng ở Palestine, lên tiếng ủng hộ việc phòng thủ tích cực. Mặc dù thủ lĩnh Irgun đầu tiên Avraham Tehomi phản đối việc trả đũa, nhưng các chỉ huy cấp dưới đã không tuân theo. Tehomi liền dẫn một số người quay lại Haganah. Những người còn lại tiếp tục chiến đấu với quân Ả Rập, đánh vào xe buýt, khu dân cư, làng mạc Ả Rập. Jabotinsky không nhất trí với hành động tàn bạo của Irgun, nhưng những người ở Palestine có ảnh hưởng lớn tới toàn bộ phong trào xét lại. Báo chí Do Thái ở Ba Lan đưa tin rằng hawlaga thể hiện sự hèn kém của người Do Thái và chủ nghĩa hòa bình từ hải ngoại ngấm sâu vào Palestine. Bằng giọng điệu xúc phạm, "Jerozolima Wyzwolona" cho rằng nhà nước mà không có quân đội thì như xây nhà trên cát và người Do Thái phải tham gia "cuộc chiến" Palestine để bảo vệ mạng sống mình, đó mới là tinh thần nhân đạo. Haganah bị buộc tội phục tùng, mang tinh thần tha hương dispoera nhu nhược. Đối với những người xét lại cấp tiến, hawlaga thực sự bạc nhược, phá sản, đi ngược lại đạo đức; còn "hành động khủng bố của thanh niên Do Thái" lại được ca ngợi. Họ lập luận rằng nếu việc người Ả Rập dùng bạo lực không làm xấu đi mối quan hệ với Anh, thì tại sao người Do Thái lại không thể chiến đấu như vậy. Irgun được ca ngợi với tư cách lực lượng vũ trang Do Thái thực sự duy nhất ở Palestine, là niềm hy vọng cho một quốc da Do Thái mạnh mẽ, đối lập với Haganah "kỳ quái".

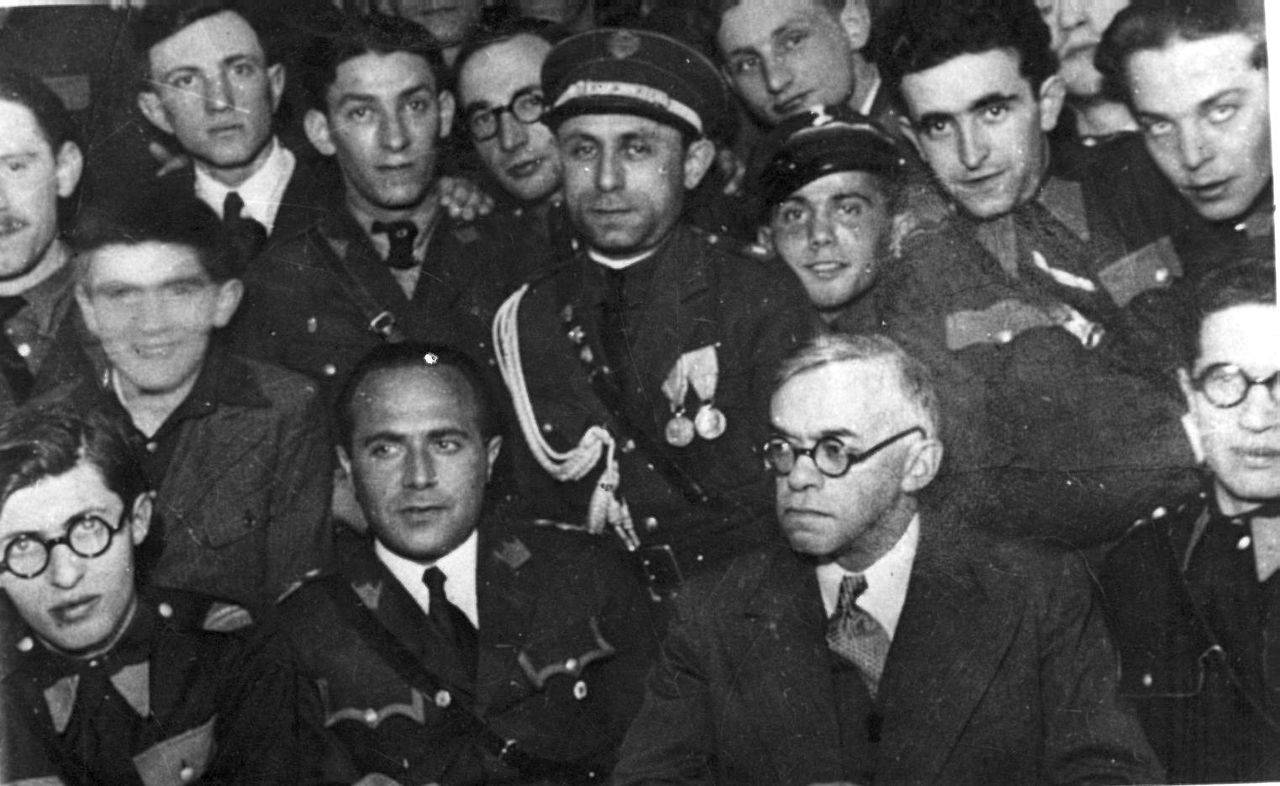
Jabotinsky đến Warszawa năm 1939. Hàng dưới từ phải qua: Ze'ev Jabotinsky, Aharon Cwi Propes và Menachem Begin. Jeremiah Halpern đứng ở giữa hình

Hội nghị Betar thế giới lần thứ 3 tại Warszawa năm 1938 minh chứng ý tưởng Jabotinsky trong phong trào xét lại. Người đứng đầu Betar Ba Lan Menachem Begin tuyên bố rằng giai đoạn chính trị và ngoại giao của chủ nghĩa phục quốc đã chấm dứt, cần phải bước vào thời kỳ đấu tranh vũ trang. Mục tiêu là giành thắng lợi vũ trang tại Palestine, Do Thái sẽ tử đạo hoặc giành chiến thắng. Uriel Shelach đề xuất biến Betar thành lực lượng cách mạng vũ trang Do Thái ở Palestine. Avraham Stern đề nghị gia tăng người từ châu Âu đến lãnh thổ Ủy trị để đánh tan chủ nghĩa dân tộc Ả Rập. Năm 1939, tờ "Jerozolima Wyzwolona" đăng bài tuyên bố chỉ có đấu tranh vũ trang mới có thể mang lại độc lập, còn giới chóp bu chủ nghĩa phục quốc đầy "quan liêu". Báo khẳng định chỉ có bạo lực ở Palestine và ngân khoản từ hải ngoại mới kiến tạo được nhà nước tương lại. Lấy Tiệp Khắc làm ví dụ bị chia tách do Hiệp ước München khi phụ thuộc vào đồng minh nên người Do Thái phải dựa vào chính mình chứ không nên trông chờ cầu viện các quốc gia khác.
Khi Chiến tranh thế giới thứ hai nổ ra, Irgun và Jabotinsky quyết định đứng về phía Anh chống lại Đức quốc xã. Một số chiến binh thậm chí còn gia nhập Lục quân Anh. Phong trào liền phát sinh khủng hoảng. Awraham Stern nhận thấy kẻ thù lớn nhất của Do Thái chính là người Anh khi chiếm đóng Palestine. Ông từ chối dừng đánh Anh. Khác với Irgun, Stern không coi người Ả Rập là mối đe dọa chính. Năm 1940, ông tách khỏi Irgun và thành lập Lehi, thực hiện tấn công khủng bố nhằm vào các quan chức và binh lính Anh trong và sau chiến tranh. Lehi coi bạo lực là thể hiện cách mạng giải phóng Do Thái. Từ năm 1944, khi Begin trở thành chỉ huy Irgun, tổ chức này cũng tấn công nhằm đẩy người Anh ra khỏi Palestine và có thể thành lập ngay nhà nước Do Thái độc lập.

### Quan điểm về chủ nghĩa xã hội

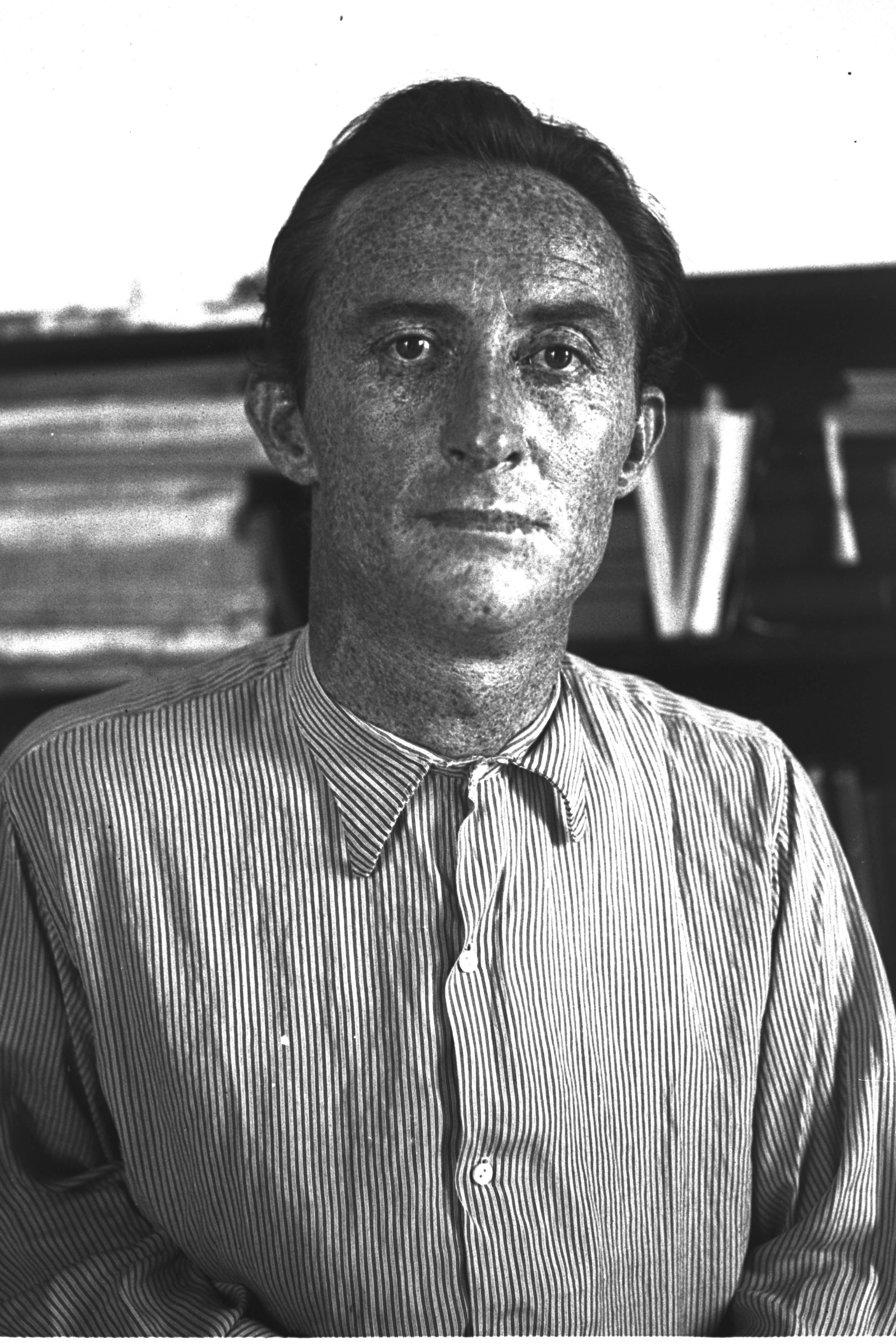
Uri Zvi Greenberg

Trong thời gian học tập ở Ý, Jabotinsky đồng cảm với các tư tưởng chủ nghĩa xã hội. Ông cho rằng đấu tranh giai cấp có thể có lợi cho Palestine và cạnh tranh phát triển. Tuy nhiên, khi quan sát cách thức chủ nghĩa cộng sản nắm quyền ở Nga và đặc điểm "quyền lực nhân dân" dần khiến Jabotinsky không còn thiết tha chủ nghĩa xã hội. Hoàn cảnh bất lợi của người Do Thái ở châu Âu thập niên 1920 và 1930 khiến ông cho rằng đấu tranh giai cấp và chủ nghĩa xã hội là tốt cho các nước phát triển, nhưng Palestine vẫn đang ở đoạn đầu con đường phát triển, và việc người Do Thái hồi hương quan trọng hơn bất kỳ tranh chấp ý thức hệ nào. Theo thời gian, toàn bộ phong trào mang tính chất chống chủ nghĩa xã hội, người xét lại luôn nhấn mạnh những vấn đề quan trọng hơn phân chia giai cấp. Tờ "Jerozolima Wyzwolona" coi "Đồng hóa Đỏ" là sự loay hoay mất mát của người Do Thái khi đứng trước "cách mạng giai cấp". Đặc biệt, những người tham gia các phong trào chủ nghĩa xã hội không thuộc Do Thái đã bị chỉ trích. Cánh tả của chủ nghĩa phục quốc không bị lên án, nhưng bất cứ ai "gây ảnh hưởng làm quần chúng Do Thái bị phân tán" đều bị công kích, kể cả việc ca ngợi cách mạng Bolshevik. Jabotinsky xem tiến bộ và công nghệ hóa sẽ giải quyết được nhu cầu con người chứ không phải việc phân phối nguyên liệu sản xuất.
Shindler đề cập rằng những người xét lại nổi tiếng như Abba Ahimeir và Uri Zvi Greenberg khi bắt đầu tham gia chủ nghĩa phục quốc đã đồng cảm với các phong trào cánh tả. Tình trạng tương tự xảy ra khi các nhóm khác cũng tham gia vào chủ nghĩa xét lại; như nhóm Amlanim vốn trước thuộc Ha-Poel ha-Ca'ir nhưng ly khai vì bị cấm tự do bày tỏ quan điểm. Đổi lại, nhóm Menorah ở Latvia tham gia xây dựng Betar cũng tỏ ra cảm thông đồng ý với các kibbutz cánh tả tiên phong ở Palestine. Mặt khác, những người xét lại không xem vấn đề này là đấu tranh tư tưởng hay xung đột về ý thức hệ, mà chỉ nhằm giúp cho dân Do Thái lớn mạnh hơn ở Palestine.

Cờ của Abba Ahimeir tại Betar România

Nền tảng xã hội chủ nghĩa của Ahimeir hay Greenberg đã mang đến tình cảm cách mạng và chống chủ nghĩa đế quốc một cách mạnh mẽ cho những người xét lại theo mác xít ở Palestine. Achimeir viết tích cực về quyền lực cá nhân, bày tỏ sự ngưỡng mộ với nhà lãnh đạo Jabotinsky. Cách mạng Bolshevik thắng lợi khiến những người mác xít thay đổi mặt trận và quay ra ủng hộ nước Ý phát xít, thiết lập quan hệ chính trị với cả hai phe. Tuy vậy, họ vẫn tiếp tục coi mình là những người theo chủ nghĩa phục quốc cách mạng, Ahimeir coi chủ nghĩa Zion là cuộc cách mạng trong nội bộ dân tộc Do Thái. Ông bị các phong trào quần chúng thu hút và quan tâm đến các hoạt động của Sinn Féin, Zealots, hoặc các nhà lãnh đạo như Simon bar Giora, Benito Mussolini, Bar Kokhba và Józef Piłsudski. Greenberg coi chủ nghĩa phục quốc là biểu hiện của "phong trào cách mạng phương Đông". Mặc dù các nhà hoạt động Palestine bác bỏ chủ nghĩa Lenin nhưng vẫn muốn thực hiện "cách thức hành động thực tế" của hệ tư tưởng này. Quan điểm cách mạng được thể hiện rõ ràng qua các yêu cầu dành cho phong trào. Tại Hội nghị Chủ nghĩa xét lại Thế giới lần thứ 5 ở Viên, Ahimeir lập luận rằng thanh niên và chế độ độc tài định hình thời đại ngày nay còn nền dân chủ đã bị băng hoại. Theo ông, phong trào có thể xác định lý tưởng cách mạng triệt để của những người trẻ tuổi, đó chính là Betar.

## Chủ nghĩa xét lại nhất nguyên
Đối với phong trào phục quốc Do Thái, kể cả người theo chủ nghĩa xét lại, sự kiện Đền thờ thứ nhì bị phá hủy và thời kỳ lưu đày là dấu hiệu chấm dứt chế độ nhà nước và bản sắc dân tộc Do Thái. Dân Do Thái bị các giáo sĩ dùng quyền lực tôn giáo và kinh Torah áp đặt. Những người xét lại cho rằng dân Do Thái hải ngoại đã mất niềm tin có thể giành được một quốc gia độc lập, và tự giới hạn mình trong những giá trị luân lý đạo đức phổ quát. Những người đi theo Jabontinsky tin rằng thời lưu đày đã dẫn đến việc dân Do Thái áp dụng các lý thuyết phổ quát, chủ nghĩa quốc tế và mong muốn kết hợp dân tộc mình với những giá trị tư tưởng khai sáng châu Âu và thế giới. Bản sắc không còn nguyên vẹn khi kết hợp tư tưởng thế giới với ý thức lịch sử, cộng đồng, ngôn ngữ và tôn giáo đặc trưng ở Palestine. Trong quá trình đào bới nguồn gốc vấn đề Do Thái, những người xét lại đã nỗ lực kết hợp tham vọng có được đất nước từ lý tưởng chủ nghĩa phục quốc với các giá trị của thế giới phi Do Thái. Theo Jabontinsky, phong trào quốc gia không thể cống hiến hết mình cho nhiều ý tưởng cùng lúc; một người chỉ nên dành cho một thế giới quan, một mục tiêu, một ý tưởng hoặc một thái độ. Tư tưởng tinh sạch như vậy mới có thể thực hiện mục tiêu. Từ đó, Jabontinsky không công nhận kết hợp của chủ nghĩa phục quốc với những thứ khác, chẳng hạn như chủ nghĩa xã hội. Sự kết hợp như vậy sẽ pha loãng chủ nghĩa dân tộc Do Thái và đánh mất mục đích thực sự. Lý tưởng làm nên ý nghĩa cho chủ nghĩa phục quốc là tìm cách thành lập nhà nước Do Thái độc lập trên cả hai bờ sông Jordan.
Abba Ahimeir so sánh sự khác biệt bản sắc Do Thái với Cơ Đốc giáo và chủ nghĩa Marx. Đây đều là những tư tưởng có bản chất xuyên biên giới, truyền tải thông điệp chung và cung cấp cứu cánh cho tầm thế giới. Ahimeir cho rằng đó là sai lầm vì bản chất con người chỉ được cứu rỗi và trọn vẹn thông qua quốc gia. Ông coi chủ nghĩa phục quốc do Ben-Gurion và Weizmann đại diện lại là một ví dụ khác. Thay vì tập trung vào việc tạo ra đất nước độc lập, những lãnh đạo này biện minh cho tham vọng quốc gia Do Thái và diễn tả như một thông điệp phổ quát cho cả thé giới. Theo Ahimeir, cách thức này đã làm mất đi cơ hội lịch sử để có một quốc gia Do Thái độc lập. Con đường duy nhất dẫn đến quốc gia và nhà nước Do Thái mới là bác bỏ các ý tưởng phương Tây, chủ nghĩa duy lý, chủ nghĩa khoa học và chủ nghĩa hòa bình, phải quay lại đặc tính chiến binh Do Thái trước thời lưu đày. Đến lượt Jehoshua Jevin chỉ trích sự phân chia chủ nghĩa phục quốc thành tinh thần và chính trị riêng biệt. Đối với ông, chỉ có chủ nghĩa phục quốc tinh thần thực sự mới là chủ nghĩa phục quốc chính trị, bởi vì chỉ khi có tư cách quốc gia độc lập, dân Do Thái mới có thể khám phá tâm hồn chính mình. Lời này nhắm đến ý tưởng của Achad ha-Am, người cho rằng chủ nghĩa phục quốc trước hết phải là phong trào văn hóa tinh thần. Jewin chỉ trích ha-Am về khía cạnh văn hóa cũng như niềm tin rằng chủ nghĩa phục quốc hoặc nhà nước Do Thái lại trở thành một phần của chủ nghĩa xã hội, đó là ý tưởng tha hương lịch sử sai lầm đã chiếm chỗ mục tiêu thực sự là quốc gia độc lập.
Đối với Jabotinsky, không có sự ngăn cách giữa tâm linh và vật chất. Tâm linh phản ánh thuộc thể vật chất, nên muốn tìm hiểu quốc gia thì phải thấu hiểu được tâm lý nhân dân. Điều này ảnh hưởng đến lịch sử nhân loại chứ không phải kinh tế. Jabotinsky cho rằng chừng nào dân Do Thái cứ tập trung vào những tư tưởng phổ quát trên thế giới thì sẽ không tập chú cho số phận bản thân dân tộc mình. Quốc gia mạnh không thể bị các ý thức hệ ngoại lai chi phối. Jabotinsky coi ngôn ngữ là một trong những yếu tố của sự phục hưng dân tộc, nên đã ủng hộ việc lấy tiếng Hebrew làm ngôn ngữ quốc gia. Đó là ngôn ngữ cổ có tính lịch sử  của người Do Thái, đồng thời xem xét tiếng Yiddish làm ngôn ngữ thứ nhì dựa trên các thứ tiếng châu Âu và sử dụng bảng chữ cái Hebrew. Jabotinsky nói ngôn ngữ phản ánh đặc điểm và tâm lý quốc gia. Chỉ tiếng Do Thái mới có thể kết nối người Do Thái với quê hương thực sự của mình. Trên cơ sở đó, tiếng Yiddish không thỏa mãn và không được chọn để sử dụng tại Palestine.
Chủ nghĩa xét lại nhất nguyên đặt quốc gia và nhà nước lên trên chủ nghĩa cá nhân và từng cá nhân đơn lẻ. Mỗi người phải nhận thấy mình là một phần của cả quốc gia. Mỗi hành động đều phải cống hiến cho quốc gia dân tộc. Jabotinsky coi xứ Israel (trong Kinh Thánh) với dân tộc Do Thái là một thể thống nhất không thể chia cắt. Nhà nước sinh ra từ ý chí dân tộc một cách chính đáng, đồng thời tổng hòa mọi lực lượng. Dân Do Thái mạnh thì nhà nước sẽ mạnh và thể hiện cho ý thức dân tộc.

## Di dân đến Palestine
Thập niên 1930, những người xét lại và nhất là Jabotinsky đã thuyết phục dân Do Thái châu Âu di cư hàng loạt đến Palestine, nguyên nhân vì chủ nghĩa bài Do Thái ngày càng gia tăng và cục diện ngoại giao xấu đi thấy rõ. Jabotinsky tin rằng di dân sẽ giúp giải quyết vấn đề Do Thái ở châu Âu. Tuy nhiên, việc di dân không hề dễ dàng bởi có những giới hạn, phải được Anh giới thiệu và Cơ quan Do Thái cấp giấy phép, đến lượt giấy phép lại được phân bổ cho các tổ chức thực hiện di cư. Điều này dẫn đến việc nhiều người Do Thái theo diện Aliyah Bet (bất hợp pháp) tìm mọi cách đến và ở lại Palestine. Có thể kể đến việc dùng vỏ bọc du lịch một chiều đến xứ Palestine Ủy trị, hoặc du học nhưng không quay lại châu Âu, kết hôn (giả) với cư dân tại Palestine, hành hương, tham gia Đại hội thể thao Maccabiah rồi ở lại luôn.

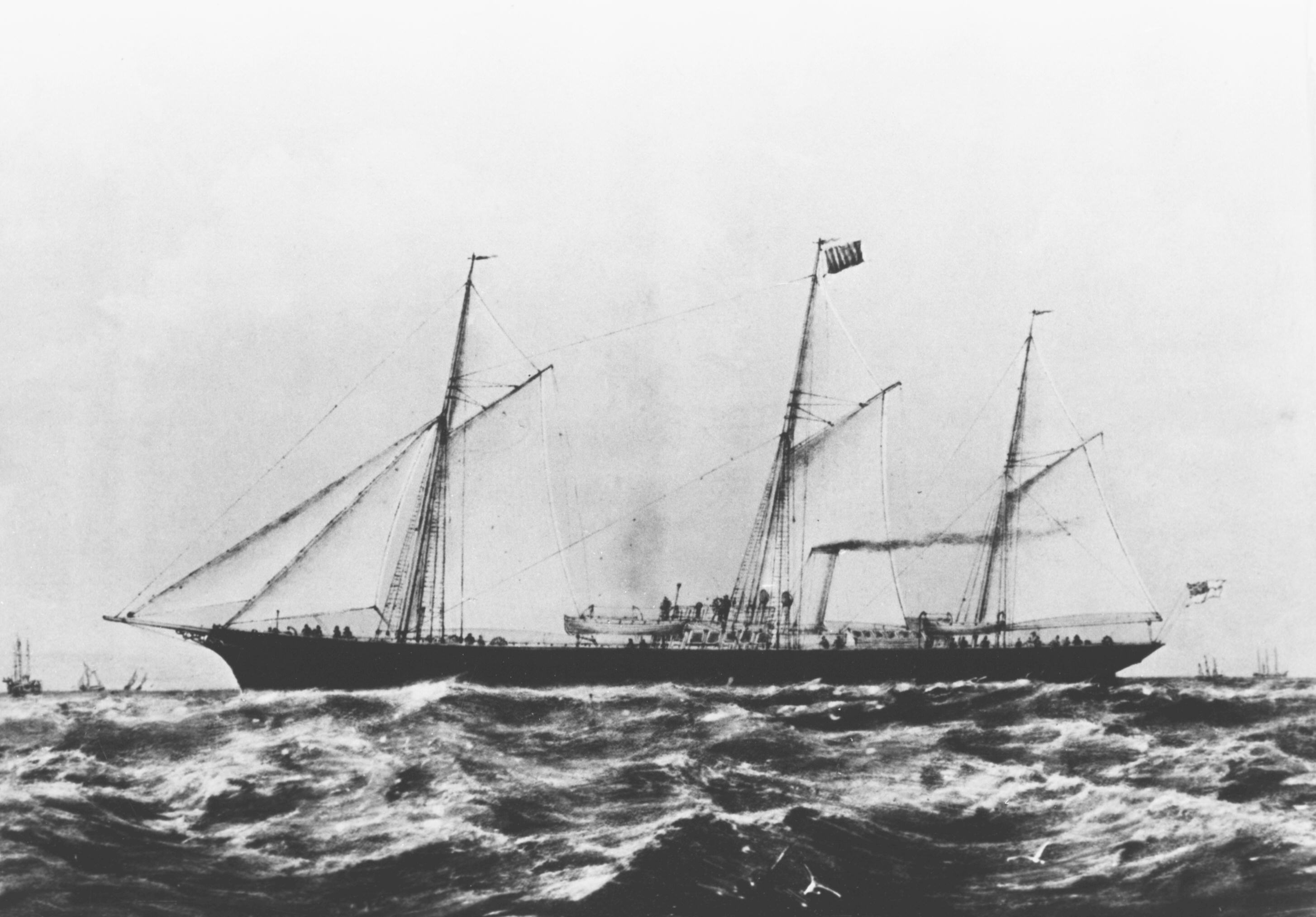
Tàu Struma bị ngư lôi tàu ngầm Liên Xô đánh chìm ngày 24 tháng 2 năm 1942

Những người xét lại cho rằng Cơ quan Do Thái đã phân biệt đối xử khi phân phối giấy phép di cư và cấp cho họ số lượng ít nhất. Tình hình càng tồi tệ hơn khi những người xét lại rời khỏi WZO năm 1935 và thành lập NZO. Di cư hàng loạt trở nên khó khăn phức tạp nên những người xét lại bắt đầu nghĩ đến việc tự tổ chức di cư. Tình thế nan giải, Jabotinsky coi lãnh thổ ủy trị của Anh là nơi đặt quốc gia Do Thái tương lai, nhưng chính quyền Anh áp đặt các giới hạn di cư và giảm dần con số được phép, trong khi tình hình chống Do Thái ở châu Âu càng gia tăng khắc nghiệt. Năm 1935, Đế chế thứ ba ban hành Luật Nuremberg và đặc biệt sau cái chết của Piłsudski, chính quyền Ba Lan theo đuổi chính sách phân biệt đối xử với người Do Thái. Tháng 3 năm 1938 thành lập Anschluss thì đến tháng 11 diễn ra Kristallnacht. Jabotinsky quyết định rằng Anh không có quyền cấm thanh niên Do Thái di cư vì họ đã dành hết thời gian để chuẩn bị ra đi. Ông lập luận rằng những hạn chế có thể gây hậu quả nghiêm trọng cho Anh, và đặt ra vấn đề đạo đức khi vấn đề dân tộc bị chống đối.
Năm 1934, Betar tổ chức chuyển khoảng 100 người trái phép đầu tiên, chủ yếu đến từ Ba Lan. Chuyến thâm nhập thất bại do thời tiết xấu và liên lạc kém với bờ Tel Aviv, cảnh sát tuần tra đã chặn nhóm nhập cư này lại. Những người xét lại tiếp tục tổ chức chuyển người qua biên giới Liban và Syria. Chuyến đường biển lần thứ hai năm 1934 cũng thất bại một phần. Một nửa số người Do Thái lên được bờ nhưng nửa còn lại bị bắt giữ. Từ đó, những người xét lại ngừng tổ chức chuyển người trái phép. Năm 1937, Anh giảm hạn ngạch nhập cư hàng năm từ 61.900 xuống 10.500 người. Một thành viên Betar là Mose Galili đưa ra cách thức khác có mật danh Alija Af Al Pi khi đến thăm các trại tị nạn ở châu Âu dành cho người Do Thái từ Đức. Ông liên lạc với các lãnh đạo của Liên minh Chủ nghĩa phục quốc và nhận được lời hứa cấp kinh phí để thực hiện. Chuyến tàu đầu tiên của kế hoạch rời Piraeus năm 1937 và thành công trót lọt. Galili trở về Athens để chuẩn bị cho chuyến đi tiếp. Tuy nhiên, ông cắt đứt hợp tác với những người xét lại do bất đồng. Galili muốn ưu tiên cho dân Do Thái từ Đức, trong khi những người xét lại chọn cả từ Áo và Ba Lan. Sau đó, Betar tiếp tục tiến hành chuyển người. Còn những người xét lại thành lập Trung tâm Aliyah ở Paris, do con trai của Ze'ev Jabotinsky là Ari đứng đầu. Betar chịu trách nhiệm chuyển người Do Thái bằng đường bộ đến các cảng ở Hy Lạp hoặc România, NZO hỗ trợ tài chính còn Irgun chuyển vũ khí. Để tránh bị Anh tuần tra, người di cư được đổ bộ vào ban đêm. Sau đó, bắt liên lạc Irgun để điều phối tàu cập bờ và rời đi.
| Tàu                | Thời gian | Nơi nhận người  | Số người        | Kết quả                               |
| ------------------ | --------- | --------------- | --------------- | ------------------------------------- |
| Cappollo           | 1934      | Hy Lạp          | 107             | Quay lại                              |
| Union              | 1934      | Hy Lạp          | 117             | Thành công một nửa                    |
| không tên          | 1934      | Gdańsk          | 50              | Chìm trong cảng                       |
| Kosta              | 1937      | Hy Lạp          | 15/16*          | Thành công                            |
| Artemisia          | 1937      | Albania         | 54/68*          | Thành công                            |
| Delpa              | 1938-1939 | România         | 250/224*        | Thành công                            |
| Katina             | 1939      | România         | 778/773/800*    | Thành công                            |
| Artemisia          | 1939      | chưa rõ         | 237             | Anh chặn dừng tàu                     |
| Astir              | 1939      | Bulgaria        | 724/720*        | Anh chặn dừng tàu                     |
| Panagia Conasterio | 1939      | Hy Lạp          | 176             | Thành công                            |
| Kraljica Maria     | 1939      | Bulgaria        | 350             | Thành công                            |
| Liesel             | 1939      | România         | 921/906*        | Anh chặn dừng tàu                     |
| Marsis             | 1939      | Hy Lạp          | 724             | Anh chặn dừng tàu                     |
| Agios Nikolaos     | 1939      | Bulgaria        | 693             | Thành công                            |
| Rim                | 1939      | România         | 600/801*        | Chìm                                  |
| Parita             | 1939      | Pháp và România | 850             | Người di cư bị bắt và được thả sau đó |
| Agios Nikolaos     | 1939      | România         | 795/809*        | Thành công                            |
| Naomi Julia        | 1939      | România         | 1130            | Người di cư bị bắt và được thả sau đó |
| Sakarya            | 1940      | România         | 2228/2400/2174* | Anh chặn dừng tàu                     |
| Pencho             | 1940      |                 | 510/500/514*    | Chìm                                  |
| Struma             | 1941-1942 | România         | 769/767*        | Chìm                                  |

* Số liệu khác nhau dựa theo nguồn mà Patek 2009 sử dụng.

### Đệ nhị Cộng hòa Ba Lan
Đệ nhị Cộng hòa Ba Lan thứ hai tỏ ra đánh giá cao việc di cư, coi đó là cách giải quyết "vấn đề Do Thái". Thập niên 1930, chiến dịch bài Do Thái của phe cực hữu càng ngày càng mạnh mẽ. Phong trào Sanacja có mẫu số chung để người Do Thái rời khỏi Ba Lan. Các nhà chức trách cũng như người Do Thái đều lo ngại về hạn chế nhập cư vào Palestine do Anh đưa ra. Quan chức Ba Lan đưa vấn đề này ra với Hội Quốc Liên và gửi công hàm tới chính phủ Anh. Józef Beck đã nhiều lần nhấn mạnh sự ủng hộ của Ba Lan trên trường quốc tế về việc thành lập quốc gia Do Thái ở Palestine, giúp giảm lượng người Do Thái tại Ba Lan. Năm 1935, khi thành lập NZO, những người xét lại đã chuẩn bị kế hoạch mười năm để 1,5 triệu người Do Thái tại châu Âu rời đến Palestine. Jabotinsky và các lãnh đạo xét lại tại địa phương tiến hành gặp gỡ chính phủ Ba Lan với mục đích hợp tác liên quan đến vấn đề di cư. Chính phủ Ba Lan đã cấp hộ chiếu, tổ chức hướng dẫn và thậm chí cấp kinh phí cho các chuyến di cư. Ba Lan chỉ thị cho các cơ quan chức năng, cảnh sát không cản trở thủ tục làm hộ chiếu hay kiểm tra quá chi tiết việc cấp giấy phép đi lại. Di cư du lịch trở nên đặc biệt phổ biến. Các công ty du lịch hỗ trợ hoạt động này hết mức có thể, đảm bảo hộ chiếu và thị thực là hợp lệ. Năm 1933, khoảng 10.000 người đến Tel Aviv theo cách như vậy. Cách này cũng áp dụng để người Do Thái đến các quốc gia khác trên thế giới. Cách thức được đăng quảng cáo trên báo để những người muốn đi được hướng dẫn chuẩn bị đồ mang theo. Năm 1938, Bộ Nội vụ chuẩn y mở văn phòng du lịch của tờ "Unzer Welt" (Thế giới chúng ta) được quyền tổ chức các chuyến xuất ngoại một chiều. Văn phòng đã cấp thị thực xuất cảnh, giúp xử lý các đơn xin cấp hộ chiếu mà không cần xác nhận quốc tịch Ba Lan. Tuy nhiên, Ba Lan cũng làm mọi cách không cho Anh phát hiện ra việc họ đang giúp người Do Thái. Do đó, không có tàu Ba Lan nào tham gia chuyên chở, Bộ Nội vụ cũng yêu cầu báo chí không tiết lộ chi tiết quá nhiều. Theo các nguồn tin chính thức, lượng khách du lịch di cư trong những năm 1938-1939 là 7.323 người, còn tổng số người Do Thái rời khỏi Ba Lan năm 1938 lên tới 14.404 người.

## Các tổ chức liên quan đến chủ nghĩa xét lại

### Irgun Tsvai Leumi

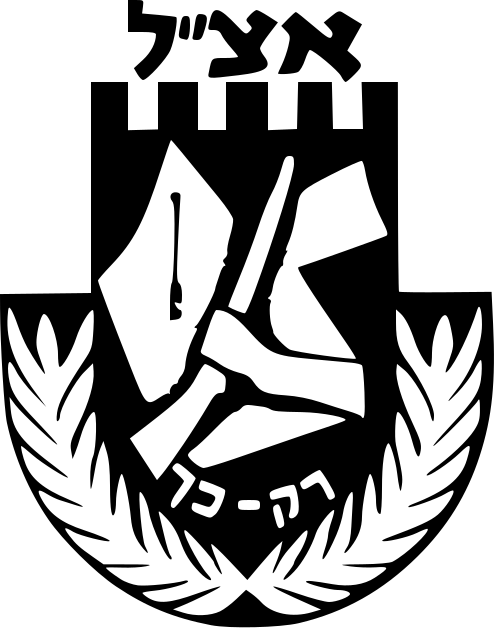
Logo Irgun

Irgun (Irgun Tsvai Leumi - הארגון הצבאי הלאומי - Tổ chức quân đội dân tộc) hay Etzel là tổ chức bán quân sự ngầm đầu tiên liên quan đến chủ nghĩa xét lại. Irgun thành lập vào năm 1931 là kết quả chia tách Haganah do một số thành viên không hài lòng với cách phản ứng thụ động trước bạo loạn Ả Rập năm 1929. Thành viên Betar coi Haganah là lực lượng vũ trang của nhà nước Do Thái tương lai thì phải có tính chủ động, thậm chí phát động tấn công đối phó với Ả Rập xâm lược. Khi nổ ra bạo loạn Ả Rập năm 1936, Irgun đã chủ động phòng thủ và thường tổ chức tấn công trả đũa. Theo thời gian, Irgun đưa ra chính sách mới sử dụng vũ lực để tiến hành chiến tranh giành độc lập cho nhà nước Do Thái. Ngoài ra, Irgun cũng liên hệ với Betar để huấn luyện quân sự. Sau khi Jabotinsky qua đời năm 1940, các thành viên Irgun và Betar bắt đầu gia nhập quân đội Anh. Tuy nhiên, do chính sách của Anh đối với người phục quốc cũng như lấp lửng về tương lai của nhà nước Do Thái nên Irgun được khôi phục năm 1944 do Menachem Begin nắm quyền chỉ huy. Cùng năm, ông phát động nổi dậy nhằm vào chính quyền Palestine Ủy trị để lật đổ người Anh. Trong cuộc chiến chống Anh, nhiều thành viên phải chạy sang châu Phi khi áp dụng biện pháp khủng bố. Hoạt động của Irgun gây ảnh hưởng đến toàn bộ chủ nghĩa phục quốc và cả những người xét lại. Năm 1945, Phong trào Kháng chiến Do Thái ra đời liên kết và điều phối Haganah, Lehi và Irgun. Tuy nhiên, vụ tấn công khách sạn King David ở Jerusalem năm 1946 dẫn đến giải thể phong trào kháng chiến. Irgun không công nhận Nghị quyết 181 của Liên Hợp Quốc chia Palestine thành hai nước Do Thái và Ả Rập. Irgun tiếp tục chiến đấu đến tháng 6 năm 1948 rồi sáp nhập vào Lực lượng Phòng vệ Israel (Cahal).
Irgun tham gia các vụ việc quan trọng sau:
- Tấn công nhà tù Acre[72]
- Đánh Jerusalem[73]
- Thảm sát Deir Yassin[74]
- Đánh bom khách sạn King David ở Jerusalem[75]
- Chiếm Jaffa[76]
- Chiến dịch Af-Al-Pi[77]

### Lehi

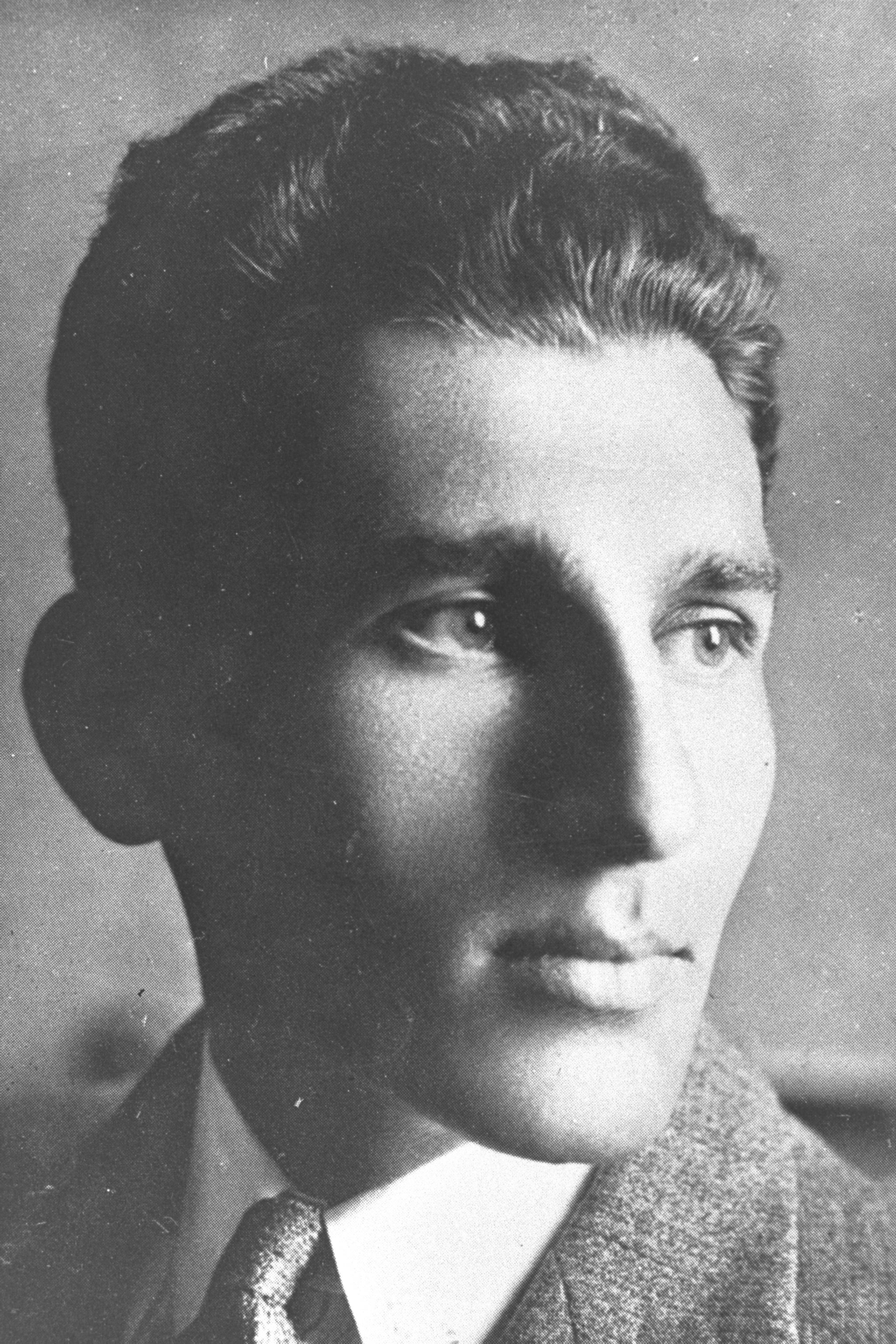
Avraham Stern

Năm 1939, khi nổ ra Chiến tranh thế giới thứ hai, Irgun ngừng các hoạt động quân sự. Chỉ huy Irgun và những người xét lại hợp tác với Anh cùng chống lại Hitler và phe Trục. Đổi lại, người Do Thái tin rằng Tuyên bố Balfour sẽ được thực hiện. Riêng Avraham Stern lại có quan điểm khác: chính chiến tranh mang lại cơ hội để đạt được mục đích dân tộc, và phải bắt tay với phe nào mang lại nhiều lợi ích nhất. Vì vậy, Irgun bị chia rẽ vào năm 1940. Những người ủng hộ Stern thành lập Lehi (gọi là nhóm Stern). Ngay từ đầu, họ đã tin rằng Do Thái là một quốc gia chiến binh, và đề nghị Anh giúp thành lập nhà nước Do Thái ngay lập tức để đổi lấy hỗ trợ. Chính phủ Anh từ chối vì tiềm năng lợi dụng Lehi trong chiến tranh là không lớn. Trước sự từ chối hợp tác, Stern càng khẳng định định đề của mình, coi Anh là kẻ thù và bắt tay với bên nào giúp mình được nhiều nhất. Ông kết nối đàm phán với Đức, Liên Xô và Ý. Năm 1942, Stern bị tình báo Anh sát hại, đàm phán quốc tế của Lehi liền mất hiệu quả. Các hoạt động chỉ còn bó lại vào việc tấn công đơn lẻ vào đại diện và binh lính Anh bằng hình thức khủng bố. Năm 1944, Lehi hoạt động bên ngoài Palestine. Đến tháng 11, Lehi thực hiện cuộc tấn công lớn nhất, hạ thủ Huân tước Moyne ở Cairo. Hệ quả là an ninh Anh cùng với Haganah nỗ lực săn tìm loại bỏ hoặc bắt giữ các thành phần chủ chốt của Irgun và Lehi. Năm 1945, Lehi sáp nhập vào Phong trào Kháng chiến Do Thái,  tổ chức này cũng nổi tiếng với vụ ám sát nhà hòa giải của Liên Hợp Quốc Bá tước Folke Bernadotte tại Jerusalem ngày 17 tháng 9 năm 1948. Một thành viên Lehi sau này trở thành Thủ tướng Israel Yitzhak Shamir. Tháng 5 năm 1948, Lehi giải thể, từ đó khai sinh đảng chính trị Reshimat HaLohmim (Danh sách chiến binh). Đảng này tham gia tranh cử năm 1949 và giành được 1 ghế, nhưng sau đó không còn hoạt động nữa.

### Hatzohar

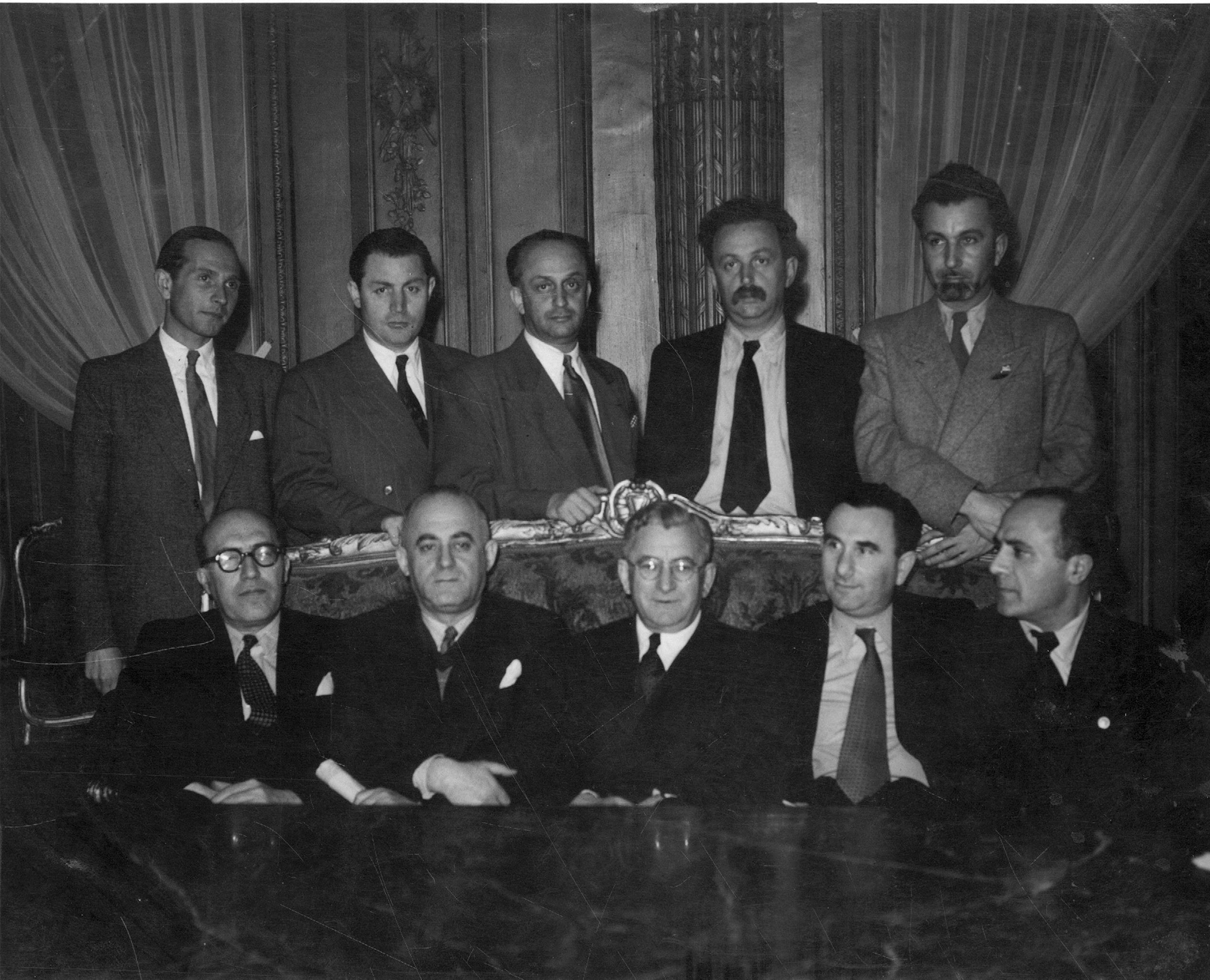
Các thành viên Liên minh Chủ nghĩa phục quốc Do Thái ở Paris. Hàng trên từ phải qua: Reuwen Hecht, Shimshon Unichman, David Bukszpan, Eliezer Shostak và Emanu'el Kohen. Ảnh dưới từ bên phải: Aharon Cwi Propes, Ya'akov Rubin, Me'ir Grosman, Aryeh Altman và Baruch Vainsztain

Hatzohar (Brit HaTzionim HaRevizionistim - רית הציונים הרוויזיוניסטים‎ - Liên minh phục quốc Do Thái xét lại) thành lập ở Paris năm 1925 là một đảng chính trị thuộc chủ nghĩa phục quốc Do Thái. Hatzohar ra đời do xung đột giữa Jabotinsky và các lãnh đạo chủ nghĩa phục quốc năm 1923. Jabotinsky bị chỉ trích khi thiết lập quan hệ với Symon Petliura để thành lập các đơn vị Do Thái trong quân đội Ukraina năm 1919. Ông bị coi là giả hình và bị buộc tội hợp tác với những kẻ chống lại dân Do Thái. Năm 1923, Jabotinsky từ bỏ tư cách đại biểu và đến Paris củng cố những quan hệ ủng hộ mình. Cương lĩnh Hatzohar dựa trên nỗ lực những người xét lại muốn xây dựng một nhà nước Do Thái nằm trong toàn bộ Palestine Ủy trị. Jabotinsky kêu gọi lên án Sách Trắng 1922 của Winston Churchill vì nó nhắc lại lời hứa trong Tuyên bố Balfour nhưng mô tả nhà nước mới không phải là toàn bộ Palestine Ủy trị. Đại diện cho Hatzohar, Jabotinsky đi khắp nơi kích động người Do Thái tha hương (Diaspora) và thuyết phục họ về lập luận của mình. Từ thập niên 1930, Jabotinsky lấy ý kiến trong đảng để tách ra khỏi WZO và tự xây dựng cấu trúc thực hiện các nguyên tắc xét lại. Năm 1931 tại Calais, Hatzohar rút khỏi WZO và đến năm 1935, Tổ chức chủ nghĩa phục quốc mới NZO được thành lập. Trong thời gian tồn tại, Hatzohar là một đảng lớn trong chủ nghĩa phục quốc Do Thái nhưng sức mạnh quân sự bị manh mún, đặc biệt là ở Palestine. Cấu trúc Hatzohar quá yếu để cạnh tranh với đảng Mapai. Theo Shavit, giới lãnh đạo chủ nghĩa xét lại tập trung quá nhiều giới tinh hoa, đôi khi xa rời bình dân và thực tế.

### Betar

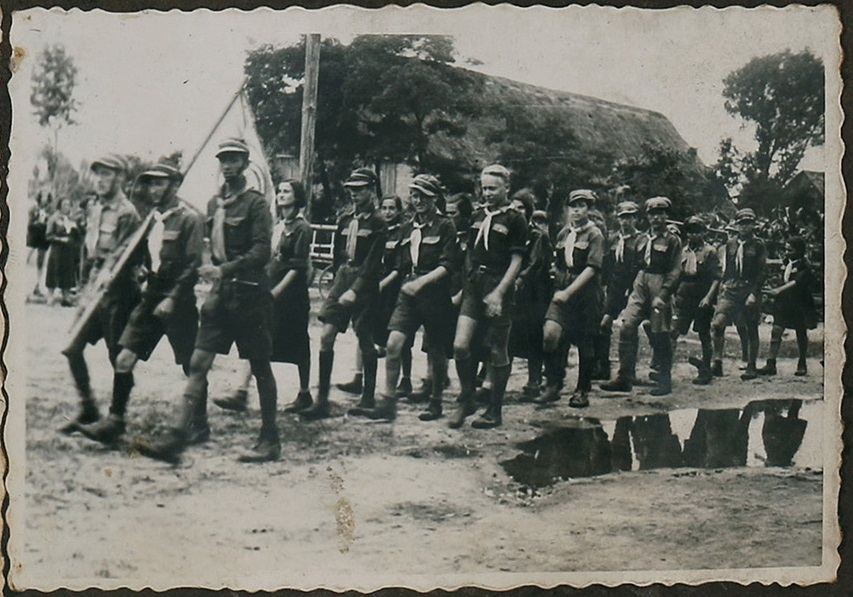
Các thành viên Betar tại trại huấn luyện hè Zakopane

Thành lập năm 1923 tại Riga, Betar là tổ chức thanh niên của chủ nghĩa phục quốc Do Thái, hiện thực hóa ý tưởng Jabotinsky về quyền tự vệ của dân Do Thái ở hải ngoại. Nền tảng là hoạt động giáo dục, văn hóa và quân sự cho thanh niên Do Thái ở châu Âu và trên thế giới. Mục đích Betar nhằm định hình "dân Do Thái mới", không còn yếu ớt và có khả năng tự vệ. Hoạt động Betar ở Đệ nhị Cộng hòa Ba Lan có tầm quan trọng đặc biệt, vì tại đây Do Thái là dân tộc thiểu số nhưng có số lượng lớn (3,113,900 người theo điều tra dân số năm 1931). Con số lớn này cùng với hoàn cảnh bài Do Thái của các đảng cực hữu và nông dân Ba Lan khiến cho người Do Thái Ba Lan trở thành nòng cốt của tổ chức. Jabotinsky nhận thấy khái niệm và nhiệm vụ của những người tiên phong khác với số đông Do Thái còn lại. Rèn luyện thể chất tại hải ngoại là cần thiết và có giá trị quan trọng, với mục tiêu rõ ràng là để hoàn thành nhiệm vụ tổng thể. Tổ chức thanh niên là phong trào bán quân sự. Thành viên phải được gọt giũa để có đạo đức và tinh thần cao. Trại huấn luyện dạy cả thi ca và văn hóa Hebrew. Được trưởng thành dạy dỗ tại Betar là để hình thành lòng yêu nước, tận tâm phụng sự nhà nước và quốc gia. Từ giữa thập niên 1930, Betar biến chuyển cực đoan vì việc thành lập nhà nước Do Thái không được thực hiện trong khi hoàn cảnh dân Do Thái ở châu Âu xấu đi thấy rõ. Phe cấp tiến ở Betar kêu gọi đấu tranh vũ tranh và mở đòn tấn công Palestine từ biển vào. Betar hợp tác với Irgun. Tại hội nghị Betar Warszawa 1938, xảy ra rạn nứt với Jabotinsky khi người đứng đầu Betar ở Ba Lan là Menachem Begin kêu gọi những người xét lại tấn công.

### Brit he-Chajal
Phong trào Brit he-Chajal (tiếng Hebrew: ברית החייל) thành lập tại Ba Lan năm 1933, tập hợp cựu quân nhân Do Thái của Quân đội và Quân đoàn Ba Lan, có sự liên kết với chủ nghĩa phục quốc xét lại. Brit he-Chajal kế tục tư tưởng của Quân đoàn Do Thái. Năm 1936, Brit he-Chajal có tới 300 phân hội và 20.000 thành viên trên khắp Ba Lan. Brit he-Chajal tập trung phát triển mạnh mẽ và hoạt động chủ yếu ở Ba Lan nhưng cũng có văn phòng tại Hoa Kỳ, Tiệp Khắc và Palestine Ủy trị. Mục tiêu là kết nối và huấn luyện người Do Thái trở thành lực lượng quân đội dự bị tương lai theo theo mô hình Quân đoàn Do Thái.

### Tổ chức phục quốc Do Thái mới
Tổ chức phục quốc Do Thái mới NZO thành lập năm 1935 do xung đột giữa Jabotinsky với lãnh đạo WZO. Vấn đề cơ bản là WZO không chấp nhận yêu cầu của Jabotinsky muốn di cư dân Do Thái hàng loạt đến Palestine trong thời gian ngắn. Những người xét lại không chấp nhận ý tưởng chung sống hòa bình và hợp tác với người Ả Rập của Weizmann. Năm 1931, Đại hội Chủ nghĩa phục quốc không đồng ý với những người xét lại muốn đặt ra mục tiêu chính là thành lập quốc gia Do Thái có chủ quyền nằm trong Palestine Ủy trị. Năm 1933, Haim Arlosoroff bị ám sát ở Tel Aviv khiến cho quan hệ giữa những người theo chủ nghĩa xét lại và những người theo chủ nghĩa xã hội ở Yishuv xấu đi, phe chủ nghĩa xã hội được ưu thế hơn. Năm 1935, vấn đề được giải quyết khi những người xét lại lấy ý kiến và quyết định tách riêng ra thành Tổ chức phục quốc Do Thái mới NZO. NZO tập trung hoạt động ở Đệ nhị Cộng hòa Ba Lan do có được sự ủng hộ lớn tại đó. NZO xác lập mục tiêu đưa 1,5 triệu người Do Thái từ châu Âu đến Palestine trong vòng 10 năm. Jabotinsky thiết lập quan hệ tốt đẹp với chính quyền Sanacja. Chính phủ Ba Lan coi việc di cư ồ ạt của người Do Thái khỏi đất nước là làm giảm căng thẳng và có thể giải quyết cái gọi là vấn đề Do Thái của phe cực hữu. Đồng thời, những người xét lại thấy đây là cơ hội để mở rộng ảnh hưởng tới dân Do Thái ở Ba Lan. Ngoài ra, Ba Lan hỗ trợ NZO huấn luyện quân sự và bán vũ khí cho Irgun ở Palestine. Sau năm 1935, Bộ Ngoại giao Ba Lan tuyên bố "Ba Lan gần như hoàn toàn trùng khớp với quan điểm của những người theo Chủ nghĩa phục quốc Do Thái xét lại" và bắt đầu cho phép xuất vũ khí tới Palestine. Từ năm 1936 đến năm 1939, vũ khí không đánh số hiệu chỉ rõ xuất xứ đã được chuyển đến Trung Đông, giá trị đạt đến 1.500.000 zlotys. Ba Lan bán cả máy bay và tàu lượn cho người Do Thái kết nối với mặt đất Palestine, tính đến tháng 9 năm 1937 đã bán được năm chiếc RWD. Jabotinsky qua đời thì không còn ai đủ kiệt xuất để lãnh đạo nữa, NZO quay lại gia nhập vào WZO.

### Quỹ Keren Tel Chaj
Quỹ Keren Tel Chaj được lập ra sau cuộc bạo loạn 1929 nhằm có tiền mua vũ khí, huấn luyện quân sự, hỗ trợ "thể thao quốc phòng", chi trả cho việc định cư ở Palestine và giúp thanh niên Do Thái chuẩn bị cho chiến tranh giành độc lập cho nhà nước Do Thái. Quỹ phân bổ tiền tài trợ cho các môn quyền anh, bắn súng, đấu kiếm và nhu thuật, đồng thời giáo dục hướng đạo và thực địa. Sau khi NZO ra đời, Keren Tel Chaj được coi là quỹ duy nhất của phong trào tự do Do Thái tham gia vào các hoạt động như: tạo điều kiện đấu tranh thành lập nhà nước Do Thái, hỗ trợ những người Do Thái tiên phong định cư ở Palestine, phát triển kinh tế Palestine, hỗ trợ thanh niên Do Thái về tinh thần và tài chính. Betar tham gia nhiều nhất vào các hoạt động do quỹ tài trợ. Tuy nhiên, Keren Tel Chaj không thể sánh được với hoạt động và sự nổi tiếng của Quỹ dân tộc Do Thái Keren Kayemet LeYisrael. Chính Jabotinsky đã kêu gọi ủng hộ quỹ này vào thập niên 1930.

### Các tổ chức khác
Một số tổ chức khác cũng nằm trong hoặc định hướng hoạt động theo chủ nghĩa phục quốc xét lại:
- Brit ha-Chaszmonaim - nhóm hướng đạo tôn giáo cùng chủ trương với chủ nghĩa xét lại.[104]
- Brit Jeszurun - tổ chức Do Thái giáo Chính thống thành lập năm 1933, hoạt động trong Liên minh phục quốc Do Thái xét lại. Những thành viên đầu tiên đến từ phong trào Mizrachi, đến năm 1935 có 7.000 thành viên.[104][105]
- Nordia - hiệp hội thể thao giới trẻ.[105]
- El Al - nhóm sinh viên theo chủ nghĩa xét lại tại Đại học Haifa và Jerusalem, hoạt động trong khuôn khổ Liên minh quốc gia giáo viên học thuật Jawne we-Jodefat.[104]
- Waraf - hiệp hội nữ sinh theo chủ nghĩa xét lại, thành lập năm 1935. Lúc đỉnh điểm có 4.000 thành viên.[104]
- Brit Awoda-Menora - thành lập năm 1934 giúp định hướng chính trị cho thanh niên Do Thái theo chủ nghĩa xét lại, thích ứng được với tình hình thực tế Palestine.[106]
- Masada - một hình thái tổ chức thành lập năm 1927 hoặc 1928 ở Ba Lan hướng đến sinh viên ở các trường không ủng hộ Betar.[107] Masada tổ chức các trại hè có giảng viên Betar tham gia huấn luyện, giáo dục người trẻ tuổi theo tinh thần xét lại, để sau này có thể trở thành nhân viên tình báo hoặc quan chức trong nhà nước Do Thái tương lai.[108][109]

## Quan hệ với chủ nghĩa phát xít
Shavit cho rằng tính cách dân tộc và sự thù địch dành cho chủ nghĩa xã hội đã khiến cho chủ nghĩa phục quốc xét lại tiếp nhận tư tưởng phát xít vào thập niên 1920. Thời điểm ấy, những người phục quốc tự thể hiện mình là đội tiên phong của dân tộc, bảo vệ lợi ích quốc gia, còn hàng ngũ xét lại là phong trào cách mạng phản động. Hoạt động của Jabotinsky trong Tổ chức phục quốc Do Thái làm dấy lên nhiều quan tâm. Những người xét lại nhận được nhiều ủng hộ từ tầng lớp trung lưu khi tham gia bầu cử tại Tel Aviv, trong khi Yishuv thường nhận được số phiếu bằng với đảng cánh tả Liên minh Lao động Ahdut HaAvoda (אַחְדוּת הַעֲבוֹדָה‎). Theo Shavit, hình ảnh chung về phong trào Jabotinsky là chủ nghĩa xét lại kết hợp với cánh hữu. Cánh hữu ở châu Âu khi ấy gồm phát xít, chủ nghĩa quốc xã và các phong trào dân tộc. Những người phục quốc Do Thái còn lại ở châu Âu rất hay sử dụng cách so sánh này. Bản thân Ben-Gurion đã gọi những người xét lại là "phát xít Do Thái". Irgun và Lehi được miêu tả giống như các hoạt động của Đức quốc xã. Hillel Halkin mô tả thái độ của chính Jabotinsky với phát xít Ý là khá mâu thuẫn. Tuy nhiên, hệ tư tưởng của chủ nghĩa phục quốc xét lại thì không mang quan điểm phát xít. Năm 1926, Jabotinsky viết rằng gia súc thì có người chăn (lãnh đạo) nhưng người văn minh thì không (cần).

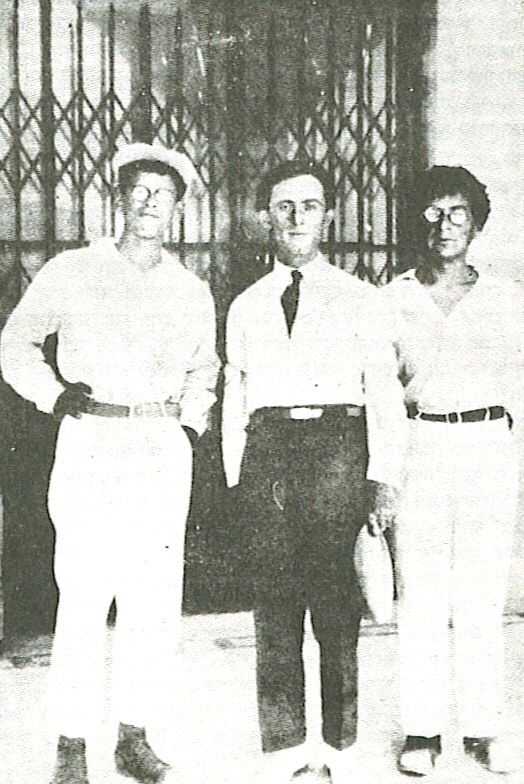
Các nhà hoạt động chính của Brit ha-Birjionim, từ trái sang phải: Jehoshua Jevin, Uri Zvi Greenberg và Abba Ahimeir

Khi nghiên cứu về các lãnh đạo cốt lõi của chủ nghĩa phục quốc xét lại cũng như số liệu riêng có thể đem lại cái nhìn khác nhau về thái độ dành cho chủ nghĩa phát xít. Shavit chỉ ra rằng cánh quân sự Palestine thể hiện sự ngưỡng mộ đối với chủ nghĩa phát xít, nhưng đây không đơn thuần chỉ là việc phản đối chủ nghĩa cộng sản mà có nền tảng sâu sắc hơn. Abba Ahimeir coi phát xít Ý đã hà sinh khí mới vào giới trẻ, hiện thân của phong trào giải phóng dân tộc quần chúng. Đối với Ahimeir, chủ nghĩa phát xít thay thế cho chủ nghĩa Bolshevik nguy hiểm và vô dân chủ. Ông cho rằng mục tiêu chủ nghĩa phục quốc là giải phóng dân tộc Do Thái giống như chủ nghĩa phát xít, thực hiện thông qua công nghiệp hóa và hiện đại hóa. Khi chủ nghĩa quân phiệt trở nên phổ biến với những người xét lại ở châu Âu, báo chí Betar đưa ra nhiều lời lẽ tích cực về phát xít Ý. Ở Palestine, Ahimeir là thủ lĩnh của phong trào Brit ha-Birjionim và bị coi là kẻ thù chính của những người theo chủ nghĩa xã hội và cộng sản. Nhóm này bị ám chỉ so sánh đến truyền thống Sicarii và Zealots thời xưa. Những người Do Thái ở Yishuv thừa nhận tư tưởng quốc xã này dù cho có bạo động chống Đức ở Jerusalem năm 1933. Jabotinsky ngưỡng mộ lòng hăng hái nhiệt thành của nhóm, nhưng lên án Ahimeir công khai tôn thờ chủ nghĩa phát xít.
Shavit nhấn mạnh rằng toàn bộ quan điểm đồng tình với chủ nghĩa phát xít phần lớn bắt nguồn từ các bài viết của giới trí thức xét lại, họ coi chủ nghĩa phát xít như một phong trào quốc gia tích cực. Ngoài ra, chủ nghĩa quân phiệt Betar hướng tới sự thống nhất và sùng bái nhà nước là trọng tâm của một quốc gia có thể gây ấn tượng giống như chủ nghĩa phát xít.
Sau khi Hitler lên nắm quyền năm 1933, nhiều phần tử cực đoan tin rằng những người xét lại có thể học hỏi từ cách Đức Quốc xã lên nắm quyền. Trước đó, nhà hoạt động Brit ha-Birjionim Jehoshua Jevin đã giới thiệu Đức quốc xã như điển hình của phong trào giải phóng dân tộc ngang hàng với Garibaldi, Piłsudski, Ba Lan và Sokol của Tiệp Khắc. Người ta thậm chí còn tin rằng Quốc xã nắm quyền sẽ làm người Do Thái ở Đức tỉnh thức và trở về phục quốc. Tuy nhiên, Jabotinsky cảnh báo rằng chủ nghĩa quốc xã Đức là bài Do Thái, sẽ mang đến nhiều đau đớn cho dân Do Thái. Chỉ khi Đức Quốc xã bắt đầu ban hành luật chống Do Thái thì những kẻ cực đoan mới ủng hộ lời kêu gọi của Jabotinsky. Nhiều người trong đó tham gia tấn công vào các cơ quan ngoại giao, văn phòng trụ sở của người Đức ở Jerusalem và Haifa. Bản thân Jabotinsky cũng coi những phần tử cực đoan là đã rời bỏ truyền thống Do Thái đi theo các lý thuyết cách mạng khác. Tuy nhiên, Shindler cho rằng chính do những kẻ cực đoan quan tâm đến Quốc xã khiến cho chủ nghĩa xét lại bị gán ghép vĩnh viễn là phát xít Do Thái.
Một trong những chủ tịch đoàn đại hội thành lập NZO là Jacob de Haas nói họ không thích cộng sản và dân chủ nhưng cũng không phải phát xít, chỉ là "chống dân chủ". Thủ quỹ NZO Wolfgang von Weisl lại thừa nhận dù có nhiều khác biệt, những người xét lại đa số đồng cảm với phát xít Ý. Có những người đã vui mừng Mussolini khi giành được thắng lợi chính trị tại bán đảo Ý, rồi đến chiến dịch Abyssinia.

## Báo chí xét lại
Giống như mọi phong trào chính trị khác, chủ nghĩa xét lại cũng có các tựa báo riêng, bài do thành viên địa phương hoặc những quốc gia trên thế giới gửi đến. Báo chí thúc đẩy ý tưởng của toàn bộ phong trào hoặc các phe nội bộ. Những tờ báo này được xuất bản bằng nhiều ngôn ngữ khác nhau như tiếng Ba Lan, tiếng Do Thái và tiếng Yiddish. Các tờ báo đầu tiên là "Chad Ness", "Jerozolima Wyzwolona" (Jerusalem giải phóng) và "Trybuna Narodowa" (Luận đàn dân tộc) đều được phát hành tại Đệ nhị Cộng hòa Ba Lan. Các tờ về sau phát hành tại Palestine Ủy trị và Israel bằng tiếng Do Thái là "Khazit ha-Am" và "Ha-Mashkif". Sau rồi đến tờ "Di Tat" phát hành tại Đệ nhị Cộng hòa Ba Lan.